# Rajputana
La Rajputana es una región del noroeste de la India que hoy comprende el estado Rayastán y pequeñas partes de Madhya Pradesh y Guyarat.
La cordillera Aravalli cruza la parte sur de la región desde el noreste hasta el suroeste. La zona noroeste es en su mayor parte el desierto de Thar, pero hacia el suroriente del país es tierra fértil. Los estados rajputas pasaron a estar bajo jurisdicción británica por los tratados de 1818; casi toda el área fue fusionada con el estado Rayastán en 1948.

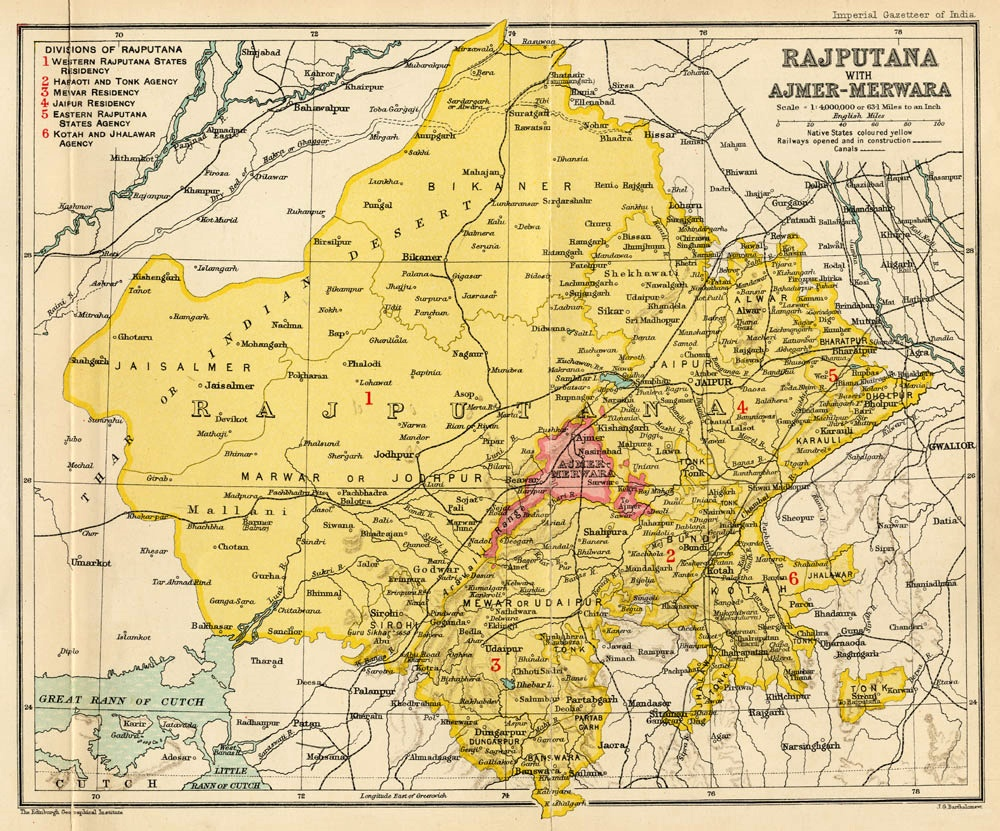
El mapa de la Agencia de Rajputana en 1909, del Imperial Gazetteer. Leyenda: estados principescos en amarilllo.
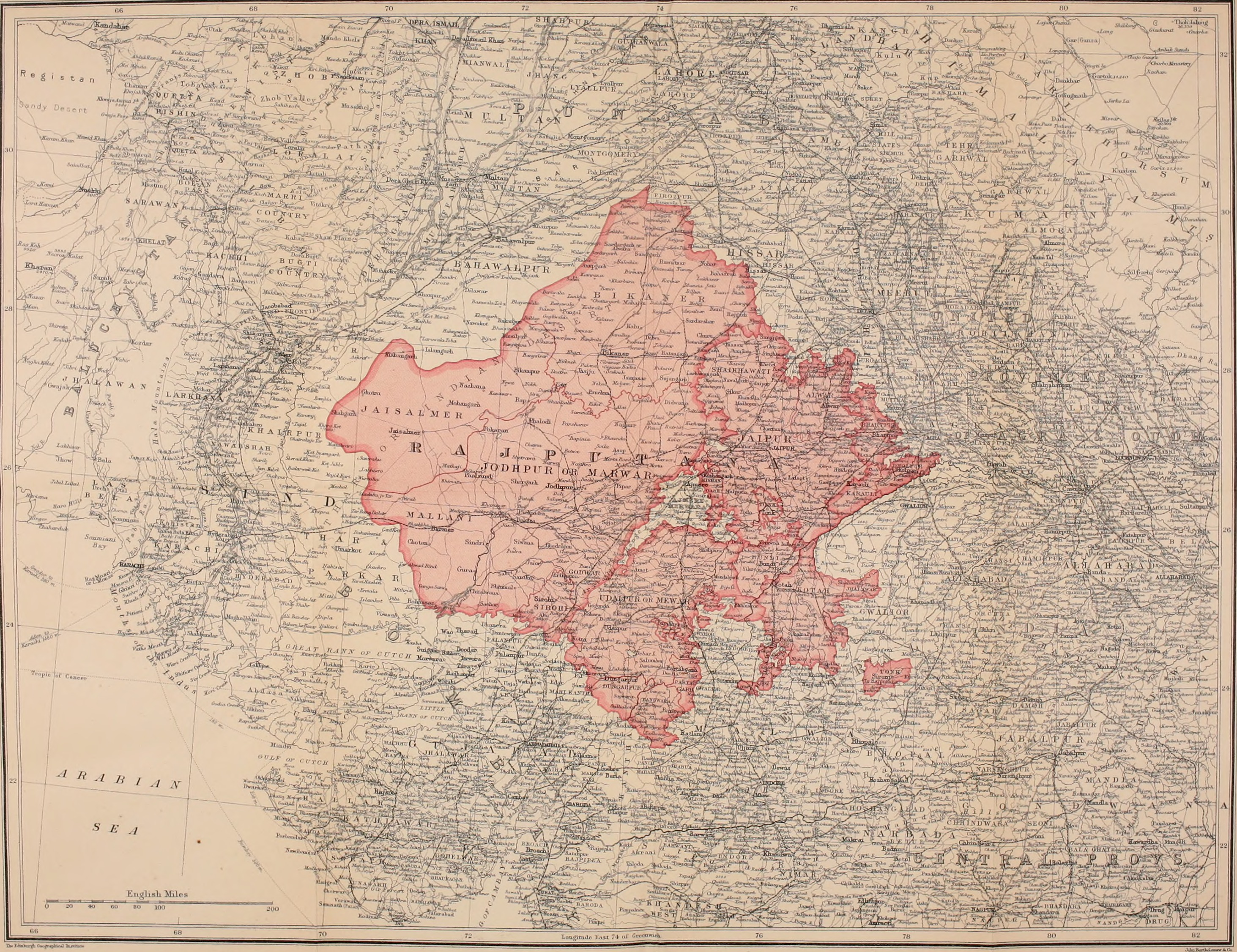
Mapa de la Rajputana o Rajastán, 1920
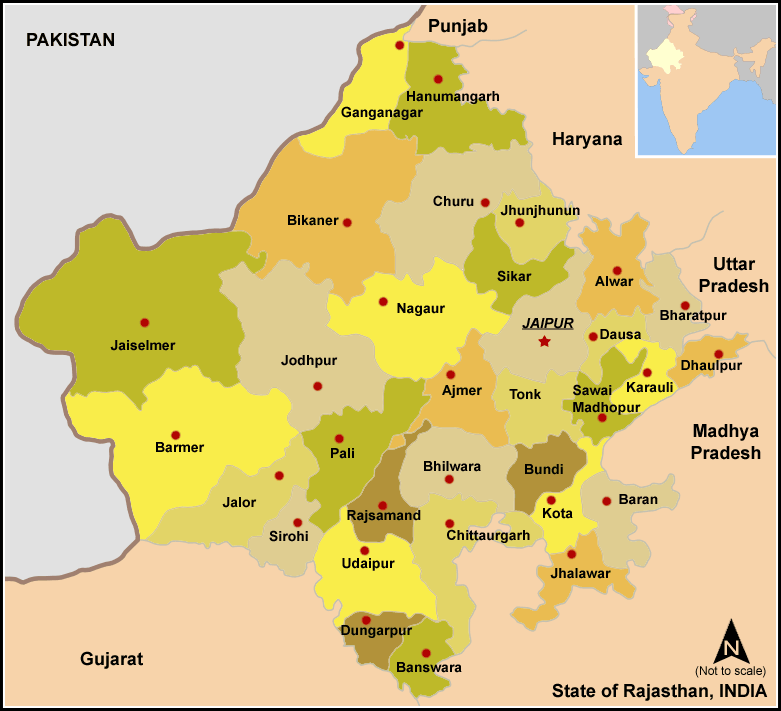
Distritos del actual estado de Rajastán
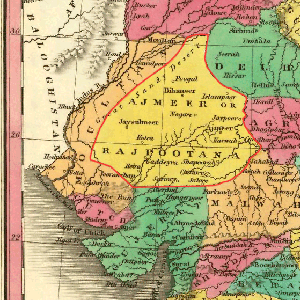
Región de Rajpootana como se muestra en el Mapa de India de Anthony Finley en 1831

- Datos: Q3929733